# سارة آن دوجلاس
سارة آن دوجلاس (بالإنجليزية: Sarah Ann Douglas)‏ ولدت في 25 كانون الثاني/يناير عام 1944 في آشفيل (كارولاينا الشمالية)، هي عالمة كمبيوتر أمريكية معروفة بعملها الكبير في مجال التفاعل بين الإنسان والحاسوب كما تُعد اليوم من رواد ورائدات مجال علوم الكمبيوتر حيث ساعدت في تطوير هذا المجال وبخاصة أجهزة التأشير والتفاعلات وواجهات المعلوماتية الحيوية والتصوير والواجهات البصرية. وتشغل حاليا منصب أستاذة الحاسبات والمعلومات وعضو معهد العلوم الحسابية في جامعة ولاية أوريغون.

## النشأة والتعليم
ولدت سارة دوغلاس في آشفيل في كارولينا الشمالية. عاشت في برمودا بالفلبين ثم عادت وسكنت في عدة ولايات في الولايات المتحدة؛ وقضت سنوات المدرسة الثانوية في بالو ألتو في كاليفورنيا قبل أن يتم تجنيدها من قبل المدرسة الثانوية وإرسالها لتعلم كيفية برمجة الكمبيوتر. بدأت حياتها المهنية في كلية سميث في نورثامبتون بماساتشوستس بعدما حصلت على منحة دراسية كاملة؛ ثم نُقلت فيما بعد إلى جامعة كاليفورنيا في بيركلي وقضت هناك سنة واحدة ثم تخرجت من جامعة كاليفورنيا في بيركلي في عام 1966 مع درجة البكالوريوس.

## المسيرة المهنية
بعد تخرجها من الجامعة تركت الولايات المتحدة وعاشت في أوروبا لمدة 18 شهرا حيث استقرت في مايوركا بإسبانيا؛ عند عودتها إلى الولايات المتحدة عملت كمبرمجة ومحلل نظم ومشرفة على إدارة تطوير البرمجيات ومديرة في أنظمة الحوسبة في كلية كابريلو وجامعة ولاية سان خوسيه في كاليفورنيا. عادت إلى قسم الدراسات العليا في جامعة ستانفورد في عام 1979؛ وهحصلت على درجة الدكتوراه في المعرفة الحاسوبية (علوم الحاسوب، علم النفس والهندسة) من جامعة ستانفورد في عام 1983. خلال فترة دراستها في جامعة ستانفورد شغلت دوغلاس أيضا منصب باحثة متدربة في مركز أبحاث زيروكس بالو ألتو التابع لشركة بارك. بعد تخرجها من جامعة ستانفورد انضمت إلى هيئة التدريس في قسم الحاسب والمعلومات في جامعة ولاية أوريغون حيث بقيت حتى تقاعدها في عام 2011. في ولاية أوريغون كانت دوغلاس عضوا في معهد المعرفة العلمية (شغلت منصب المدير ما بين 1995-1998) وقادت فريق تكنولوجيا حاول العمل على بناء شبكة معلومات دولية كما عمل على الوسائط المتعددة على شبكة الإنترنت وكيفية بناء قاعدة بيانات عن الباحثين. ألفت دوغلاس أكثر من 70 ورقة بحثية وتقنية حول بيئة العمل في أجهزة التأشير؛ وقد شكلت بحوثها مصدرا للكثير من العاملين في هذا المجا.
كانت دوغلاس على رأس هيئة تحرير مجلة التفاعل مع أجهزة الكمبيوتر (1996-2005) وقامت بتنظيم مؤتمر في رابطة مكائن الحوسبة حول العوامل البشرية وتأثيرها في أنظمة الحوسبة. على المستوى الوطني كانت رئيسة مجلة معرفة التفاعل بين الإنسان والحاسوب حتى عام 2001.

## الأوسمة والجوائز
استفادت دوغلاس من منحة كاملة ثم حصلت فيما بعد على عدة جوائز من مؤسسة العلوم الوطنية وكذلك من معاهد الصحة الوطنية الأمريكية وصندوق تحسين التعليم ما بعد الثانوي؛ كما حصلت على جوائز أخرى من جمعية بحوث الكمبيوتر في مؤسسة كيك.
انتُخبت البروفيسور دوغلاس عضوا في الأكاديمية الأوروبية للعلوم في عام 2002، ثم شغلت منصب رئيسة جمعية التفاعل بين الإنسان والحاسوب التابعة لرابطة مكائن الحوسبة عام 2001. ثم تم تعيينها على رأس هيئة تحرير من مجلة التفاعل مع أجهزة الكمبيوتر التابعة لجمعية الكمبيوتر البريطانية في عام 1996. حصلت دوغلاس على جائزة تشارلز جونسون كما تم تكريمها من خلال نصب تذكاري بفضل إسهاماتها الاستثنائية في خدمة الجامعة والمجتمع، ثم شغلت في وقت لاحق منصبا بين أعضاء هيئة التدريس في جامعة ولاية أوريغون في حزيران/يونيو 1995. تلقت جائزة المعلمة في صيف 1994، ثم نالت جائزة التميز في العلوم عام 1992، كما حصلت على منصب محاضرة في الهند ما بين 1991-1992.